# Деркач Юлія Василівна
Ю́лія Васи́лівна Дерка́ч (* 1986) — українська й азербайджанська важкоатлетка. Майстер спорту (2000), майстер спорту міжнародного класу (2004).

## З життєпису
Народилась 1986 року в смт Біловодськ Луганської області. Навчалась у Луганському педагогічному університеті.
Виступала у складі команди спортивного твариства «Колос» (Луганськ) у ваговій категорії до 53 кг. Переможниця та срібна призерка чемпіонату Європи серед юніорів (Палермо, 2006).
Бронзова призерка чемпіонату Європи-2007 (Страсбург) у ривку. Рекордсменка України у ривку (91 кг, 2006).
На Чемпіонаті Європи з важкої атлетики-2008 була восьмою. У 2009 році була п'ятою на чемпіонаті Європи, у ваговій категорії до 58 кг.
Також на чемпіонаті Європи 2010 року досягла п'ятого місця. У 2011 році знову виграла бронзу в ривку на чемпіонаті Європи, але не досягла результативних спроб в поштовху. Потім переїхала до Азербайджану і досягла на Універсіаді-2013 п'яте місце у категорії до 53 кг (1-ше місце в ривку). Однак незабаром після цього показала позитивний результат тесту на дегідрохлорметилтестостерон під час контрольного тренування, і її дискваліфікували на два роки.